# Germain Bergeron
Pour les articles homonymes, voir Bergeron.
Germain Bergeron est un sculpteur québécois né le 18 décembre 1933 à Sainte-Perpétue-de-Nicolet dans le Centre-du-Québec et décédé le 29 juin 2017. Son art consistait à des sculptures faites de pièces de métal recyclé et installé dans divers lieux publics.
Avant sa carrière de sculpteur, Bergeron fut frère de la Congrégation de Sainte-Croix pour ensuite enseigner les langues au Collège Notre-Dame de Montréal de 1955 à 1960. Il effectua ensuite un baccalauréat ès arts à l'université de Montréal et une maîtrise ès arts de l'université Notre-Dame en Indiana en 1969. Il enseigna également les arts à l'École des beaux-arts de Montréal et au Centre d'art de Duvernay.

## Œuvres

### Québec

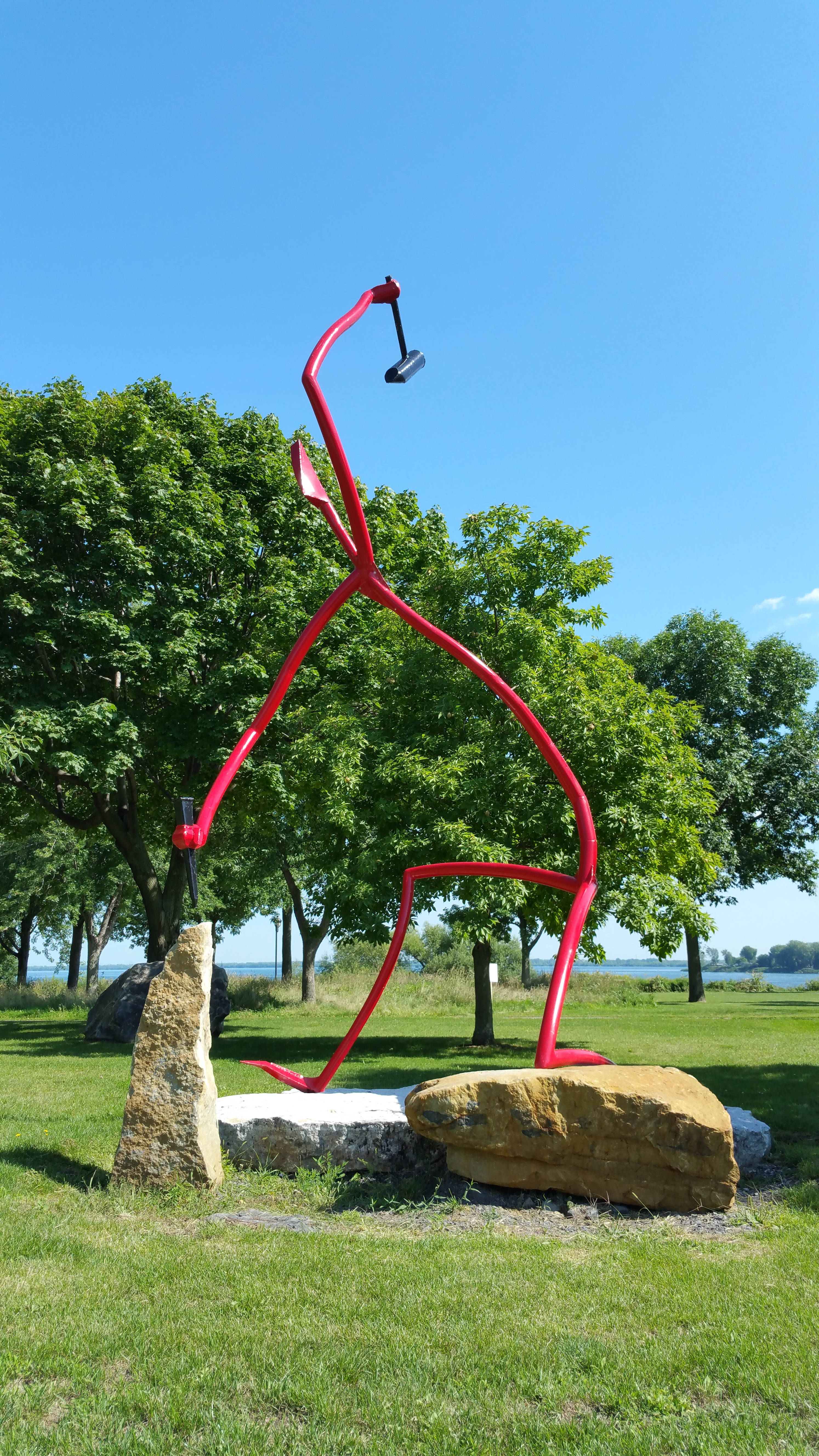
Le tailleur de pierre

- Pic et Pelle (1976), station Monk du métro de Montréal, arrondissement Le Sud-Ouest
- Le cycliste, parc West-Vancouver de l'Île des Sœurs, arrondissement Verdun
- Le tailleur de pierre (1990), parc George-O'Reilly, angle boulevard LaSalle et rue Llyod-George, arrondissement Verdun
- La dame blanche, Île des Moulins, Terrebonne, Lanaudière
- Don Quichotte, d'abord présente lors d'Expo 1967, maintenant située devant le Collège de l'Assomption, L'Assomption, Lanaudière
- Sculpture, école primaire Jean-de-Lafontaine, Lachenaie (Terrebonne)
- L'homme de fer, Schefferville, Côte-Nord
- L'Heur du bonheur, à la bonne heure !, 1986, Collection Prêt d’œuvres d'art, Musée national des beaux-arts du Québec[1], Québec (ville)

### Ailleurs auCanada
- Le patineur de vitesse 84 (1984), Anneau olympique de l'université de Calgary, Calgary, Alberta
- Man, Robot et The Venetian, théâtre Frederic-Wood de l'Université de la Colombie-Britannique, Vancouver, Colombie-Britannique